# Burgos 2016-Castilla y León/Saison 2010
Dieser Artikel listet Erfolge und Mannschaft des Radsportteams Burgos 2016-Castilla y León in der Saison 2010 auf.

## Saison 2010

### Abgänge-Zugänge
| Zugänge          | Team 2009                    | Abgänge         | Team 2010       |
| ---------------- | ---------------------------- | --------------- | --------------- |
| Grégory Brenes   | Continental Team Differdange | Enrique Mata    | Footon-Servetto |
| Óscar Grau       | Viña Magna-Cropu (2006)      | Rafael Valls    | Footon-Servetto |
| Manuel Antón     | Neoprofi                     | Joaquín Sobrino | Caja Rural      |
| José Carlos Lara | Neoprofi                     | José Valdez     | Unbekannt       |
| Pascual Orengo   | Neoprofi                     |                 |                 |

### Mannschaft
| Name             | Geburtstag        | Nationalität |
| ---------------- | ----------------- | ------------ |
| Manuel Antón     | 5. November 1988  | Spanien      |
| Andrés Avelino   | 12. November 1986 | Spanien      |
| Grégory Brenes   | 21. April 1988    | Costa Rica   |
| David Francisco  | 8. Mai 1986       | Spanien      |
| Diego Gallego    | 9. Juni 1982      | Spanien      |
| Óscar Grau       | 22. Juni 1979     | Spanien      |
| Byron Guamá      | 14. Juni 1985     | Ecuador      |
| José Carlos Lara | 6. Februar 1988   | Spanien      |
| Luis Mas         | 15. Oktober 1989  | Spanien      |
| Iván Melero      | 8. April 1983     | Spanien      |
| Pascual Orengo   | 23. März 1989     | Spanien      |
| Raul Santamarta  | 12. Oktober 1985  | Spanien      |